# 待機
| ウィキペディアには「待機」という見出しの百科事典記事はありません（タイトルに「待機」を含むページの一覧/「待機」で始まるページの一覧）。 代わりにウィクショナリーのページ「待機」が役に立つかもしれません。 |